# 李春成
李 春成（イ・チュンソン、朝鮮語: 이춘성、1923年 - 1984年10月4日）は、大韓民国の教員、公務員、政治家、外交官。文化公報部次官、第18代全羅北道知事。

## 経歴
日本統治時代の全羅北道全州出身。高麗大学校商科大学卒後、英語教師のほか全州米国公報院長などを務めた。ミネソタ州立大学大学院卒。このほか、駐ニュージーランド大使などを務めた。1971年6月22日から1973年10月22日までは第18代全羅北道知事を務めた。
1984年10月4日に持病により死去。享年61。